# Успенка (Омская область)
Успе́нка — деревня в Седельниковском районе Омской области. Входит в состав Саратовского сельского поселения.

## История
Основана в 1899 году. В 1928 году деревня состояла из 26 хозяйств, основное население — белоруссы. В административном отношении — в составе Саратовского сельсовета Седельниковского района Тарского округа Сибирского края.

## Население
| 1926 | 2010 |
| ---- | ---- |
| 135  | ↘5   |

## Улицы
В деревне имеется одна улица: Таёжная. 